# 4400
4400 ist eine US-amerikanische Fernsehserie des Senders The CW und ein Reboot der gleichnamigen Serie 4400 – Die Rückkehrer.
Im Mai 2022 wurde die Absetzung der Serie nach einer Staffel bekanntgegeben.

## Handlung
4400 ausgegrenzte Menschen, die während des letzten Jahrhunderts spurlos verschwunden sind, kehren alle plötzlich zurück. Sie sind keinen einzigen Tag gealtert und können sich nicht daran erinnern, was mit ihnen passiert ist.

## Besetzung und Synchronisation
Die deutschsprachige Synchronisation entstand nach Dialogbüchern von Christoph Seeger und Anne-Kristin Jahn unter der Dialogregie von Christoph Seeger im Auftrag der Cinephon Filmproduktions.

### Hauptdarsteller
| Rolle                          | Schauspieler       | Synchronsprecher   |
| ------------------------------ | ------------------ | ------------------ |
| Shanice Murray                 | Brittany Adebumola | Lina Rabea Mohr    |
| Jharrel Mateo                  | Joseph David-Jones | Karim El Kammouchi |
| Keisha Taylor                  | Ireon Roach        | Jamie Lee Blank    |
| Dr. Andre Davis                | TL Thompson        | Fabian Oscar Wien  |
| Claudette Williams             | Jaye Ladymore      | Elisa Bannat       |
| Reverend Isaiah „Rev“ Johnston | Derrick A. King    | Peter Lontzek      |
| LaDonna Landry                 | Khailah Johnson    | Leonie Dubuc       |
| Logan Kaminski                 | Cory Jeacoma       | Tobias Diakow      |
| Hayden Turner                  | AMARR              | Nicolas Rathod     |
| Mildred Bell                   | Autumn Best        | Derya Flechtner    |

### Nebendarsteller
| Rolle          | Schauspieler    | Synchronsprecher |
| -------------- | --------------- | ---------------- |
| Jessica Tanner | Wilder Yari     | Maria Burghardt  |
| Soraya Khoury  | Kausar Mohammed | Svantje Wascher  |
| Noah Harris    | Theo Germaine   | Dirk Petrick     |

## Episodenliste
| Nr. | Deutscher Titel                   | Originaltitel                 | Erstausstrahlung USA | Deutschsprachige Erstveröffentlichung (D) | Regie           | Drehbuch                     | Zuschauer (USA) |
| --- | --------------------------------- | ----------------------------- | -------------------- | ----------------------------------------- | --------------- | ---------------------------- | --------------- |
| 1   | Die Vergangenheit ist der Prolog  | Past is Prologue              | 25. Okt. 2021        | 15. Juli 2022                             | Janice Cooke    | Ariana Jackson               | 0,54 Mio.       |
| 2   | Alles ist möglich                 | All Things Are Possible       | 1. Nov. 2021         | 15. Juli 2022                             | Janice Cooke    | Ariana Jackson               | 0,36 Mio.       |
| 3   | Die LaDonna Show                  | That LaDonna Life             | 8. Nov. 2021         | 15. Juli 2022                             | Sheelin Choksey | Kristen SaBerre              | 0,35 Mio.       |
| 4   | Ein Universalgelehrter aus Harlem | Harlem’s Renaissance Man      | 15. Nov. 2021        | 15. Juli 2022                             | Tessa Blake     | Jett Garrison                | 0,44 Mio.       |
| 5   | So, wie wir waren                 | The Way We Were               | 22. Nov. 2021        | 15. Juli 2022                             | Avi Youabian    | Ashley Sims                  | 0,35 Mio.       |
| 6   | Wenn du etwas liebst              | If You Love Something         | 29. Nov. 2021        | 15. Juli 2022                             | Rachel Raimist  | Shomari Kirkwood             | 0,34 Mio.       |
| 7   | Starke Frauen stärken Frauen      | Empowered Women Empower Women | 6. Dez. 2021         | 15. Juli 2022                             | Kenny Leon      | Felicia Hilario              | 0,34 Mio.       |
| 8   | Das Kaminski-Experiment           | The Kaminski Experiment       | 13. Dez. 2021        | 15. Aug. 2022                             | Janice Cooke    | Taylor Townsend              | 0,40 Mio.       |
| 9   | Große Erwartungen                 | Great Expectations            | 17. Jan. 2022        | 15. Aug. 2022                             | Rob Greenlea    | Mia Katherine Iverson        | 0,45 Mio.       |
| 10  | Gib den Geist auf                 | Give Up the Ghost             | 24. Jan. 2022        | 15. Aug. 2022                             | Ayoka Chenzira  | Bradley Estrin-Barks         | 0,36 Mio.       |
| 11  | Du hast es nur gut gemeint        | You Only Meant Well           | 31. Jan. 2022        | 15. Aug. 2022                             | Daniel Willis   | Jackie Decembly              | 0,31 Mio.       |
| 12  | Mannys Mission                    | Group Efforts                 | 7. Feb. 2022         | 15. Aug. 2022                             | Scott Peters    | Sunil Nayar                  | 0,34 Mio.       |
| 13  | Die Gegenwart ist der Prolog      | Present is Prologue           | 14. Feb. 2022        | 15. Aug. 2022                             | Cheryl Dune     | Ariana Jackson & Sunil Nayar | 0,23 Mio.       |